# Frank Schaeffer
Frank Schaeffer CavMM (Belo Horizonte, 27 de maio de 1917 – Rio de Janeiro, 5 de julho de 2008) foi um pintor, desenhista, gravurista, ilustrador e professor brasileiro.

## Biografia
Filho de Alfred Schaeffer, influente químico alemão expatriado no Brasil, recebeu sua primeira formação em arte estudando pintura com Wlazek, no Rio de Janeiro. Em seguida partiu para Viena, onde cursou desenho com Grom-Rottmeier. Nos anos 40 estava de volta ao Brasil, formando-se engenheiro em 1943 pela Escola Nacional de Engenharia da antiga Universidade do Brasil.
Nos anos seguintes se aperfeiçoou em pintura e explorou a gravura respectivamente com Arpad Szenes e Hans Steiner. Voltando à Europa entre 1948 e 1949, realizou estudos com Fernand Léger, André Lhote, Robert Cami e Ducos de la Haille.
Depois, desenvolveu ativa carreira no país e no exterior. Ilustrou os livros Guerra e Paz, de Leon Tolstoi, Contos Russos e São Jorge de Ilhéus, de Jorge Amado, e Antologia Poética, de Augusto Frederico Schmidt. Em 1960 recebeu o Prêmio Jabuti como melhor ilustrador nacional. Também possui extensa obra em pintura, de cunho expressionista, transitando da abstração à figuração, e presente em diversos acervos nacionais e estrangeiros, com destaque para as paisagens e retratos.
“Frank Schaeffer é pintor de cunho expressionista, praticando uma arte de natureza figurativa que, a despeito das variações obviamente determinadas pela passagem dos anos, em essência tem permanecido sempre fiel a si mesma.”
Foi convidado pelo Ministério das Relações Exteriores da Noruega para realizar diversas exposições naquele país e pronunciar palestras sobre as artes do Brasil. Foi professor, ilustrou capas de livros de escritores famosos, criou painéis para instituições e foi agraciado com vários prêmios. Viajou por toda a Europa e diversos países americanos.

Frank Shaeffer ocupa um lugar todo especial na arte brasileira, sem se filiar a correntes ou tendências, sem pertencer a grupos, ele é respeitado por todos, por sua integridade, competência e suas atividades de verdadeiro profissional.— Quirino Campofiorito, 1971
Sua obra Ressaca, de 1959, pertence ao acervo do Museu Nacional de Belas-Artes, no Rio.
Recebeu sua primeira formação em arte estudando pintura com Wlazek, no Rio de Janeiro. Em seguida partiu para Viena, onde cursou desenho com Grom-Rottmeier. Nos anos 40 estava de volta ao Brasil, formando-se engenheiro em 1943 pela Escola Nacional de Engenharia da antiga Universidade do Brasil. Nos anos seguintes se aperfeiçoou em pintura e explorou a gravura respectivamente com Arpad Szenes e Hans Steiner. Voltando à Europa entre 1948 e 1949, realizou estudos com Fernand Léger, André Lhote, Robert Cami e Ducos de la Haille. Depois, desenvolveu ativa carreira no país e no exterior.
Ilustrou os livros Guerra e Paz, de Leon Tolstoi, Contos Russos e São Jorge de Ilhéus, de Jorge Amado, e Antologia Poética, de Augusto Frederico Schmidt.
Realizou exposições individuais e participou de coletivas em Salões desde 1941 no Brasil, França, Inglaterra, Noruega, estados Unidos, Áustria, Peru e Argentina.
Participou das Bienais de São Paulo, Barcelona e México.
Participou dos Salões de Belas Artes e de Arte Moderna no Rio e outros Estados.
Possui extensa obra em pintura, de cunho expressionista, transitando da abstração à figuração, e presente em diversos acervos nacionais e estrangeiros, com destaque para as paisagens e retratos.
Em 1992, Frank foi admitido pelo presidente Fernando Collor à Ordem do Mérito Militar no grau de Cavaleiro especial.

## Exposições
Individuais
- 1950 – Rio de Janeiro.
- 1954 – Maison L´Amérique Latine, Paris; São Paulo e Belo Horizonte.
- 1968 – São Paulo.
- 1972 – Belo Horizonte.
- 1985 – Museu Nacional de Belas Artes, Rio de Janeiro.
- 1987 – Belo Horizonte.
- 1990 – Galeria Solo Espaço Arte, Rio de Janeiro.
- 1998 – Galeria Sesc Copacabana, no Rio de Janeiro.
- 1999 – Espaço Cultural da Marinha, no Rio de Janeiro.
- 2001 – Museu Nacional de Belas Artes, no Rio de Janeiro.

Coletivas
- 1940 –2º Salão do Instituto de Belas Artes, Porto Alegre, RS, menção honrosa.
- 1942, 43 e 51 – Salão Nacional de Belas Artes, Rio de Janeiro (menção honrosa na edição de 1942, medalha de prata em desenho na de 1943 e medalha de prata em pintura na de 1951).
- 1951 – 1ª Bienal de São Paulo, São Paulo.
- 1957 – Arte Moderna no Brasil, mostra itinerante em Buenos Aires e Rosário, na Argentina; Lima, no Peru e Santiago, no Chile.
- 1958 – 1ª Bienal Interamericana do México, Cidade do México, México.
- 1965 – Arte Brasil Hoje, em Bonn, Alemanha; Bruxelas, Bélgica; Londres, Inglaterra e Viena, Áustria; 3ª Resumo de Arte JB, Museu de Arte Moderna, Rio de Janeiro; 8ª Bienal Internacional de São Paulo, Fundação Bienal, São Paulo.
- 1974 – Galeria San Diego, Bogotá, Colômbia.
- 1997 – Two Artists from Rio, Galeria Calligrammes, Ottawa, Canadá.

O Museu Nacional de Belas Artes possui obra do artista em seu acervo.

## Cronologia
1917 – Nascimento em Belo Horizonte
1927 – Fixou-se no Rio de Janeiro.
1933/1935 - Rio de Janeiro RJ - Estuda Pintura com Wlazek
1938/1939 - Viena (Áustria) - Cursa o primeiro ano de Engenharia Mecânica na Escola Politécnica e cursa desenho com Grom-Rottmeier, gravura com Hans Steiner e pintura com Arpad Szenes já no Rio de Janeiro.
1943 - Rio de Janeiro RJ - Forma-se em Engenharia pela Escola Nacional de Engenharia da antiga Universidade do Brasil.
1945 - Rio de Janeiro RJ - Estuda Gravura em Metal com Hans Steiner, e no Rio de Janeiro executa um mural de 52m2 no auditório do Clube de Engenharia. Tornou-se professor de desenho técnico no Instituto Militar de Engenharia.
1947 - Rio de Janeiro RJ - Estuda pintura com Arpad Szenes (1897-1985)
1948/1949 - Paris (França) - Após obter uma bolsa do governo francês, viaja para Paris, onde aperfeiçoa-se com Fernand Léger (1881-1955) e André Lhote (1885-1962). É ainda discípulo de Robert Cami (1900-1973), em gravura em metal e de Ducos de la Haille (1889-1972) em pintura mural, na École de Beaux-Arts
1953/1954 - Europa - Viaja pela Europa sendo que, na Noruega, a convite do Ministério de Relações Exteriores, realiza exposições e profere palestras sobre as artes no Brasil.
1957 – Viagem ao Peru para Exposição no Instituto de Arte Contemporânea
1960 - São Paulo SP - Recebe, da Câmara Brasileira do Livro, o Prêmio Jabuti de melhor ilustrador pela Câmara Brasileira do Livro.
1960-63 – Fez parte da Comissão Nacional de Belas Artes.
1965 - Lima (Peru) – Enviado pelo Itamarati para Exposição no centro de Estudos Brasileiros e ministrar curso na Escola de Belas Artes
1974 – Patrocinado pela Divisão Cultural do Itamarati, expõe na Galeria San Diego, em Bogotá.
1979 – Exposição de Estudos para Murais e Painéis e de ilustrações.
1980 – Realiza Exposição e curso de pintura a guache no Centro de Estudos Brasileiros em Assunção (Paraguai) . Ofereceu curso de pintura a guache no Centro de Estudos Brasileiros, em Assunção, Paraguai.
1985 – Exposição retrospectiva – 1938 – 1985, Museu Nacional de Belas Artes, segundo mais três exposições no Rio e uma em Belo Horizonte e uma em Porto Alegre
1987 - Belo Horizonte - Ofereceu curso de pintura na Escola Guignard, em Belo Horizonte.
1990 - Porto Alegre RS - Dá cursos de Pintura a Guache no Instituto de Belas Artes e no Ateliê Livre da Secretaria Municipal de Cultura
1994 – Exposição Viagem de Inverno – em conjunto com a artista Maria Veronica Martins no Museu Nacional de Belas Artes
1996 – Exposição no Museu de Arte do Rio Grande do Sul
1997 – Exposição Viagem de Inverno em conjunto com a artista plástica Maria Veronica na Universidade Federal de Santa Catarina em Florianópolis.
A convite da Embaixada do Brasil no Canadá, é realizada a Exposição "Two Artists from Rio" com Maria Veronica Martins na Galeria Galligrammes em Otawa.
1998 - Exposição Paisagens (individuais simultâneas) – Sesc Copacabana . Neste ano também é realizada exposição em sua homenagem composta de trabalhos e seus pertences a colecionadores locais, na Casa de Cultura de Paraty.
2008 – Em 5 de julho, morre no Rio de Janeiro
Seu ultimo ateliê : Rua Monte Alegre, 356 - Santa Tereza - RJ